# Liste von Persönlichkeiten der Stadt Harare
Die folgende Liste enthält Personen, die in der simbabwischen Hauptstadt Harare geboren wurden, sowie solche, die zeitweise dort gelebt und gewirkt haben. Die Liste erhebt keinen Anspruch auf Vollständigkeit.

## In Harare geborene Persönlichkeiten

### 20. Jahrhundert

#### Bis 1970
- Dennis Brutus (1924–2009), südafrikanischer Dichter und Widerstandskämpfer gegen die Apartheid
- Charles Kimberlin Brain (1931–2023), Paläoanthropologe
- Michael Gibbs (* 1937), britischer Jazzmusiker
- David Pithey (1937–2018), Cricketspieler
- P. Alexander Hulley (* 1941), Ichthyologe
- Michael Walker, Baron Walker of Aldringham (* 1944), Feldmarschall der British Army
- Kork Ballington (* 1951), südafrikanischer Motorradrennfahrer
- Oliver Mtukudzi (1952–2019), Musiker
- Ann Grant (* 1955), Hockeyspielerin
- Haroon Ismail (* 1955), Tennisspieler
- Paula Newby-Fraser (* 1962), Triathletin
- Byron Black (* 1969), Tennisspieler

#### 1971 bis 1980
- Belinda Stowell (* 1971), australische Seglerin
- Alistair Campbell (* 1972), Cricketspieler
- Stefan Gibson (* 1972), britisch-deutscher Designer und Maler
- Farai Mbidzo (* 1972), Fußballspieler
- Colin Pocock (* 1972), südafrikanischer Beachvolleyballspieler
- Kevin Ullyett (* 1972), Tennisspieler
- Wayne Black (* 1973), Tennisspieler
- Benjamin Höppner (* 1974), deutscher Schauspieler
- Timothy Jones (* 1975), Radrennfahrer
- Evan Stewart (* 1975), Wasserspringer
- Mathew Quinn (* 1976), südafrikanischer Leichtathlet
- Benjamin Mwaruwari (Benjani; * 1978), Fußballspieler
- Cara Black (* 1979), Tennisspielerin

#### 1981 bis 1990
- Brian Dzingai (* 1981), Sprinter
- Conway Mohamed (* 1981), Radrennfahrer
- Takesure Chinyama (* 1982), Fußballspieler
- Mike Temwanjera (* 1982), Fußballspieler
- Kirsty Coventry (* 1983), Schwimmerin und Sportfunktionärin
- Colin Smith (* 1983), britischer Ruderer
- Derek Nowak (* 1984), Schauspieler
- Conrad Rautenbach (* 1984), Rallyefahrer
- Iselin Shumba (* 1984), norwegisch-simbabwische Schriftstellerin, Schauspielerin, Aktivistin und Malerin
- Mark Fynn (* 1985), Tennisspieler
- Tendai Mtawarira (* 1985), südafrikanischer Rugbyspieler
- Prosper Utseya (* 1985), Cricketspieler
- Carlprit (* 1986), Rapper in Deutschland
- Brendan Taylor (* 1986), Cricketspieler
- Regis Chakabva (* 1987), Cricketspieler
- Gary Ballance (* 1989), Cricketspieler
- Takanyi Garanganga (* 1990), Tennisspieler
- Victor Kamhuka (* 1990), Fußballspieler
- Rachel Klamer (* 1990), niederländische Triathletin
- Zororo Makamba (1990–2020), Journalist und Fernsehmoderator
- Regé-Jean Page (* 1990), simbabwisch-britischer Schauspieler

#### 1991 bis 2000
- George Chigova (1991–2023), Fußballspieler
- Stansly Maponga (* 1991), American-Football-Spieler
- Tatenda Tsumba (* 1991), Sprinter
- Benjamin Lock (* 1993), Tennisspieler
- Wellington Masakadza (* 1993), Cricketspieler
- Ngoni Makusha (* 1994), Sprinter
- Luke Jongwe (* 1995), Cricketspieler
- Jekaterina Tkatschenko (* 1995), russische Skirennläuferin
- Tino Kadewere (* 1996), Fußballspieler
- Courtney John Lock (* 1996), Tennisspieler
- Marshall Munetsi (* 1996), Fußballspieler
- Richard Ngarava (* 1997), Cricketspieler
- Garry Mapanzure (1998–2023), Musiker
- Chengetayi Mapaya (* 1998), Leichtathlet
- Tinotenda Matiyenga (* 1999), Sprinter
- Tapiwa Makarawu (* 2000), Sprinter

### 21. Jahrhundert
- Makanakaishe Charamba (* 2001), Sprinter
- Tawanda Jethro Maswanhise (* 2002), Fußballspieler